# 甲硒醇钠
甲硒醇钠是一种硒醇盐，化学式为CH3SeNa。它可用于有机反应引入甲硒基。

## 制备
甲硒醇钠可由二甲基二硒醚和硼氢化钠的还原反应制得。

## 性质
它和2-溴-1,3-二(溴甲基)苯在乙腈中回流，可以得到2-溴-1,3-二(甲硒基甲基)苯。